# Џон Билер
Џон Артур Билер (енгл. John Arthur Biller; 14. новембар 1877 — 26. март 1934) био је амерички атлетичар, учесник Летњих олимпијских игара који се углавном такмичио у скоковима без залета.
Такмичио се за САД на Летњим олимппијским играма 1904. одржаним у Сент Луису, САД у три атлетске диасцилине. У скоку удаљ без залета освојио је бронзану медаљу. У скоку увис без залета био је четврти, а у бацању диска пети.
Четири године касније на Летњим олимппијским играма 1908. одржаним у Лондону, Уједињено Краљевство освојио је поново медаљу, која је овог пута била сребрна за скок увис без залета, док је у дисцилини скок удаљ без залета био четврти.

## Лични рекорди
- Скок удаљ нез залета — 3,26 (1904)
- Скок увис без залета — 1,55 (1908)